# 住吉神社 (福岡市)

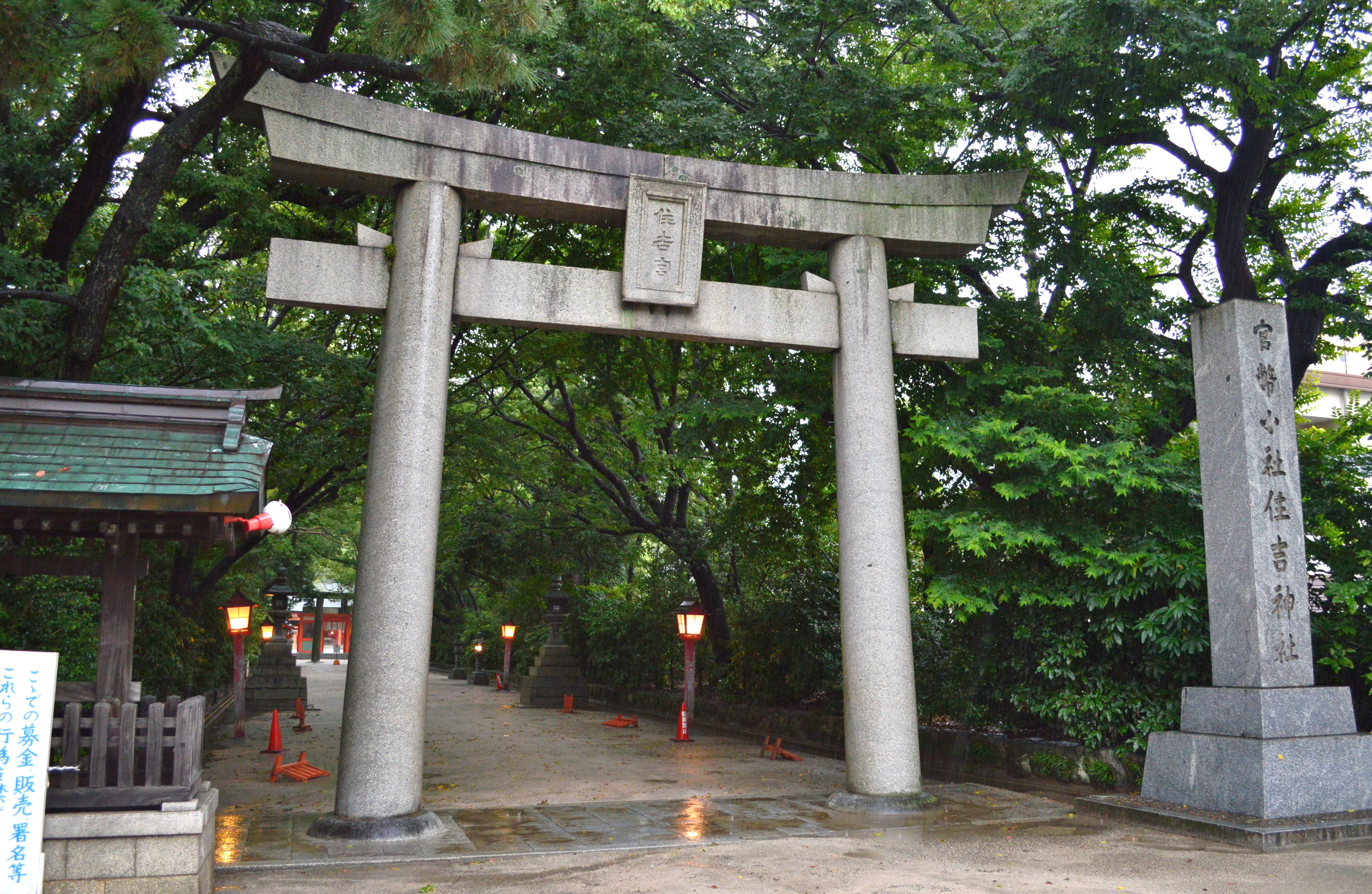
鳥居

住吉神社（すみよしじんじゃ）は、福岡県福岡市博多区住吉にある神社。式内社（名神大社）、筑前国一宮。旧社格は官幣小社で、現在は神社本庁の別表神社。
全国にある住吉神社の始祖とする説があるほか、大阪の住吉大社・下関の住吉神社とともに「三大住吉」の1つに数えられる。
航海守護神の住吉三神を祀る神社である。全国には住吉神社が2,300社以上あり、大阪府大阪市住吉区の住吉大社が総本社とされることが多いが、住吉大社に伝わる古典籍『住吉大社神代記』では、筑紫大神が神功皇后に我が荒魂を穴門山田邑に祀るよう宣託を下したので、穴門直の祖である踐立が住吉神社（山口県下関市）に荒魂を、和魂を津守の祖である手搓（田裳見宿禰）が大津渟中倉之長峡の祠（住吉大社）に祀ったとあり、当社を示す筑紫大神が住吉の始源である。ヤマト王権の国家的航海神として崇敬され、中世からは筑前国の一宮に位置づけられたほか、領主・一般民衆からも海にまつわる神として信仰された。

## 祭神
祭神は次の5柱。これら5柱をして「住吉五所大神」とも総称される。
主祭神
- 底筒男命（そこつつのおのみこと）
- 中筒男命（なかつつのおのみこと）
- 表筒男命（うわつつのおのみこと）

以上の3柱は「住吉三神」と総称される。
配祀神
- 天照皇大神 （あまてらすすめおおかみ）
- 神功皇后 （じんぐうこうごう）

### 祭神について
主祭神の住吉三神は、『古事記』『日本書紀』において2つの場面で登場する。1つはその生誕の場面で、黄泉国から帰ったイザナギ（伊奘諾尊/伊邪那岐命）が穢れ祓いのため筑紫日向の橘の小門（おど）の阿波岐原（あはきはら、檍原）で禊をすると、綿津見三神（海三神）とともにこれら住吉三神が誕生したという。次いで神功皇后の朝鮮出兵の場面で、住吉神は皇后に神憑りして神託し、皇后の三韓征討に協力することで征討は成功する。『日本書紀』では朝鮮からの帰還に際して神託があったとし、住吉神の荒魂を祀る祠を穴門山田邑に、和魂を祀る祠を大津渟中倉長峡に設けたとする（一般にはそれぞれ下関の住吉神社、大阪の住吉大社に比定）。
一方で当社縁起では、住吉神が生まれた阿波岐原を当地に比定する。その説の中で、『日本書紀』において三韓征討以前に神功皇后が依網吾彦男垂見に対して住吉神の神主を命じたとする記事を当社の創建記とし、ここから全ての住吉神社の中で最も早く創建されたとする。
住吉三神を構成する底筒男命・中筒男命・表筒男命の「ツツノヲ」の字義については、諸説がある。ツツは夕月（ゆうづつ）のツツに通じ、夕方の月、宵の明星、星を指し、星は航海の指針に用いられることから、海神を示す説、「津の男」に見る説、「ツツ」を船の呪杖に見る説、船霊を納める筒に見る説、対馬の豆酘（つつ）に関連づけて「豆酘の男」に見る説、航海に従った持衰の身を「ツツシム」に見る説などである。

## 歴史

### 創建
社記（筑前国住吉大明神御縁起）では、この住吉神社が鎮座する地を住吉神の生まれた阿波岐原（あはきはら、檍原）の古跡に比定する。これをもって当社では、当社が上古よりの鎮座として「住吉本社」または「日本第一の住吉宮」であるとし、全国2千数百社ある住吉神社の始源である根拠としている。

中世絵図の「博多古図」には、当社の鎮座地が地形的には比恵川と那珂川の河口に突き出た冷泉津の岬の上に位置する様子が見られ、当地は航海守護神の祭祀地として適地であったと考えられている。また『和名抄』では筑前国那珂郡に海人族の集落に共通すると考えられる古代地名「海部郷」の記載があるほか、境内からは弥生時代の銅戈・銅鉾（銅矛）が出土したとも伝えられることから、当地が古くから海人族にとっての聖地であったとする説もある。
なお『筑前国続風土記拾遺』では、当社の元地を現人神社（福岡県那珂川市）とする。この伝承では現人神社の地まで海岸線であったとし、海岸線の後退とともに現在の博多区住吉に遷座したとしている。『式内社調査報告』では、住吉神社と現人神社の中間に奴国のものと思われる遺跡（須玖岡本遺跡など）が展開していたことから、那珂川の上流・下流に位置する神社として古代より両社の祭祀が結ばれていたとする説を挙げている。
また、全国的に住吉神を祀る神社に関して見た場合、『住吉大社神代記』や『延喜式』神名帳（927年成立）において摂津国・播磨国・長門国・筑前国・壱岐国・対馬国にそれぞれ住吉神社の記載があることから、当社含めこれらの社には朝鮮航路の要所に配置する意図があったとする説もある。この中で、住吉神は神功皇后の征討伝承と不可分であることから国家的な航海守護神に位置づけられていたとし、5世紀の倭の五王の頃からヤマト王権の軍事・外交に深く関わっていたとする説もある。

### 概史

#### 古代
『続日本紀』天平9年（737年）4月乙巳朔条にて、伊勢神宮などとともに「筑紫住吉」に新羅の無礼の報告と奉幣がなされた。『新抄格勅符抄』によれば、大同元年（806年）には「住吉神」に神封36戸が筑前国から充てられている。また承和14年（847年）には僧円仁が、仁寿2年（852年）には僧円珍が入唐にあたって経典の読誦を行なっている。
国史では、天安3年（859年）に筑前国の「住吉神」の神階が無位から従五位下に昇叙されたと見えるほか、元慶2年（878年）には「新羅凶賊」を告げる香椎宮の託宣を受けて朝廷の奉幣に預かっている。
延長5年（927年）成立の『延喜式』神名帳では、筑前国那珂郡に「住吉神社三座 並名神大」と記載され、3座が名神大社に列している。また『住吉大社神代記』では、「筑前国那珂郡住吉社三前」や「筑前国那珂郡住吉荒魂社三前」の表記で記載されている。寛仁元年（1019年）には後一条天皇の1代1度の奉幣に預かったほか、元永2年（1119年）にも住吉社遷宮の日時勘申がなされており、国家神的性格は平安時代末期にも継続する。

#### 中世・近世
中世以降は建武元年（1334年）の文書を初見として筑前国の一宮の位置づけにあったとされる。文献では筑前国の一宮として筥崎宮（福岡市東区箱崎）も見られるが、中世以前の史料で一宮の記述が確認されているのは筑前国で住吉神社のみになる。この頃の竹崎季長の『蒙古襲来絵詞』では、住吉神社の朱塗りの鳥居が描かれている。また文明12年（1480年）には連歌師の宗祇が参詣しており、『筑紫道記』に戦乱による住吉神社荒廃の様子を記している。戦国時代には、当社に伝わる古文書を山口の大内義隆のもとに上進していたところ、天文20年（1551年）の大寧寺の変に巻き込まれその一切を散逸したという。

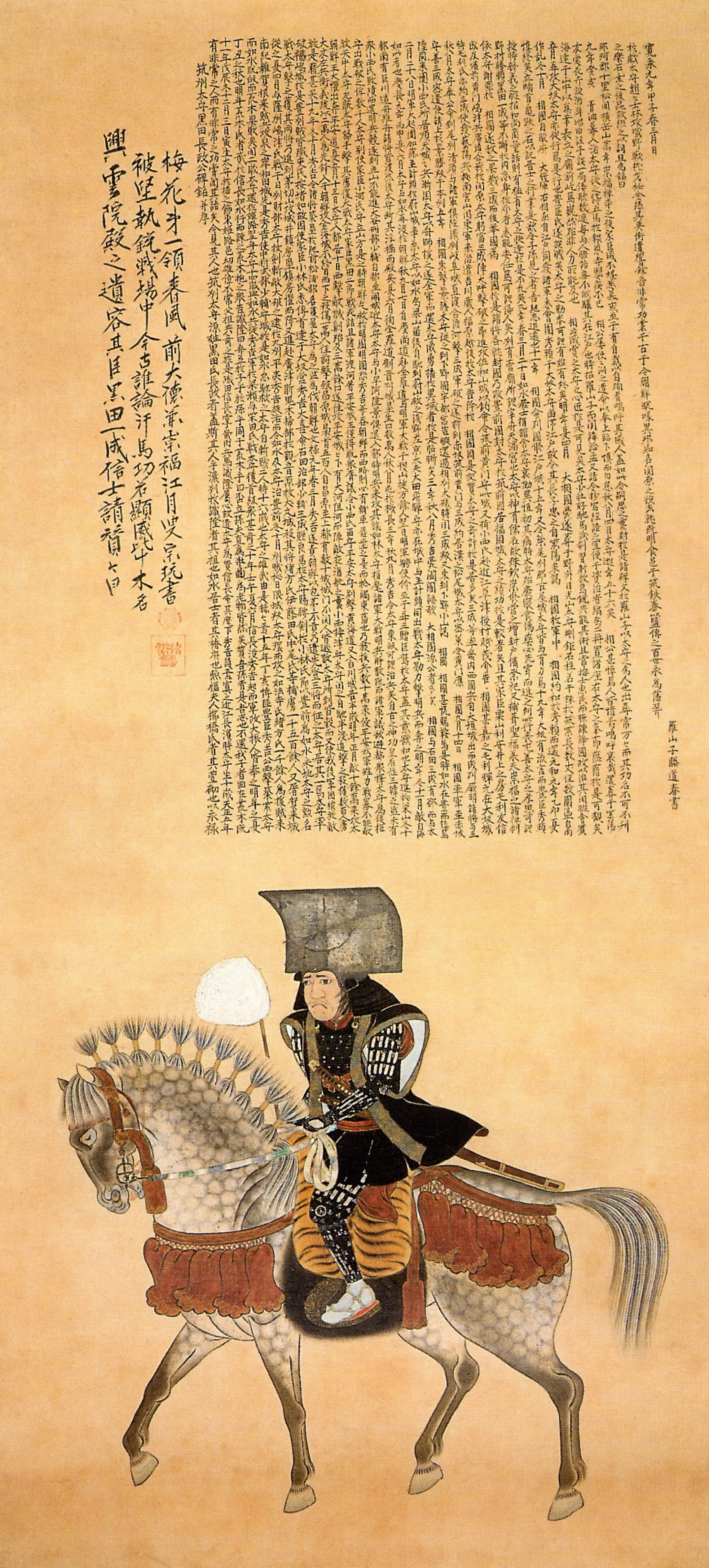
黒田長政福岡藩初代藩主。現在の本殿を再建。

江戸時代、福岡藩主となった黒田長政が元和9年（1623年）に白銀2,000枚を下行して社殿を再興し、そのときの本殿が現在まで使用されている。天和3年（1683年）には3代藩主黒田光之が社領として30石を寄せ、文化13年（1816年）には10代藩主黒田斉清が20石を加増したことにより計50石を有した。この頃の別当寺は松花山円福寺であった。

#### 近代以降
明治維新後、明治5年（1872年）に近代社格制度において県社に列し、大正14年（1925年）に官幣小社に昇格した。戦後は神社本庁の別表神社に列している。
平成16年（2004年）からは境内域周辺（住吉神社遺跡）で発掘調査が開始されている。平成26年（2014年）までの計3次の調査では、中世-近世期の屋敷地の遺構が祭祀に関わる遺物を伴い検出されるとともに、屋敷地の方位が現在の本殿と一致し、この方位が中世前半まで遡ることも認められた。

### 神階
- 天安3年（859年）1月27日、無位から従五位下 （『日本三代実録』）[原 3] - 表記は「住吉神」。

### 神職・社領
神職は、『類聚符宣抄』の天元2年（979年）太政官符によると大宮司があったといい、『吾妻鏡』には源頼朝にも仕えた神官として佐伯氏の名が見え、その後は佐伯氏末裔の横田氏が代々担ったという。社領は文献に「住吉庄」と見え、その所属は後白河院領、宣陽門院領、伏見院領、天皇家領と変遷しながら継続した。
天保時代の大宮司・横田織江は、福岡藩に禁じられた神道式祭祀の復活を願い、筥崎宮や宇美八幡宮の大宮司らと京都の一条家に訴え出たところ、藩から帰郷命令が出て逮捕され、天保4年（1833年）、隠居と座敷牢での謹慎を命じられた。

## 境内

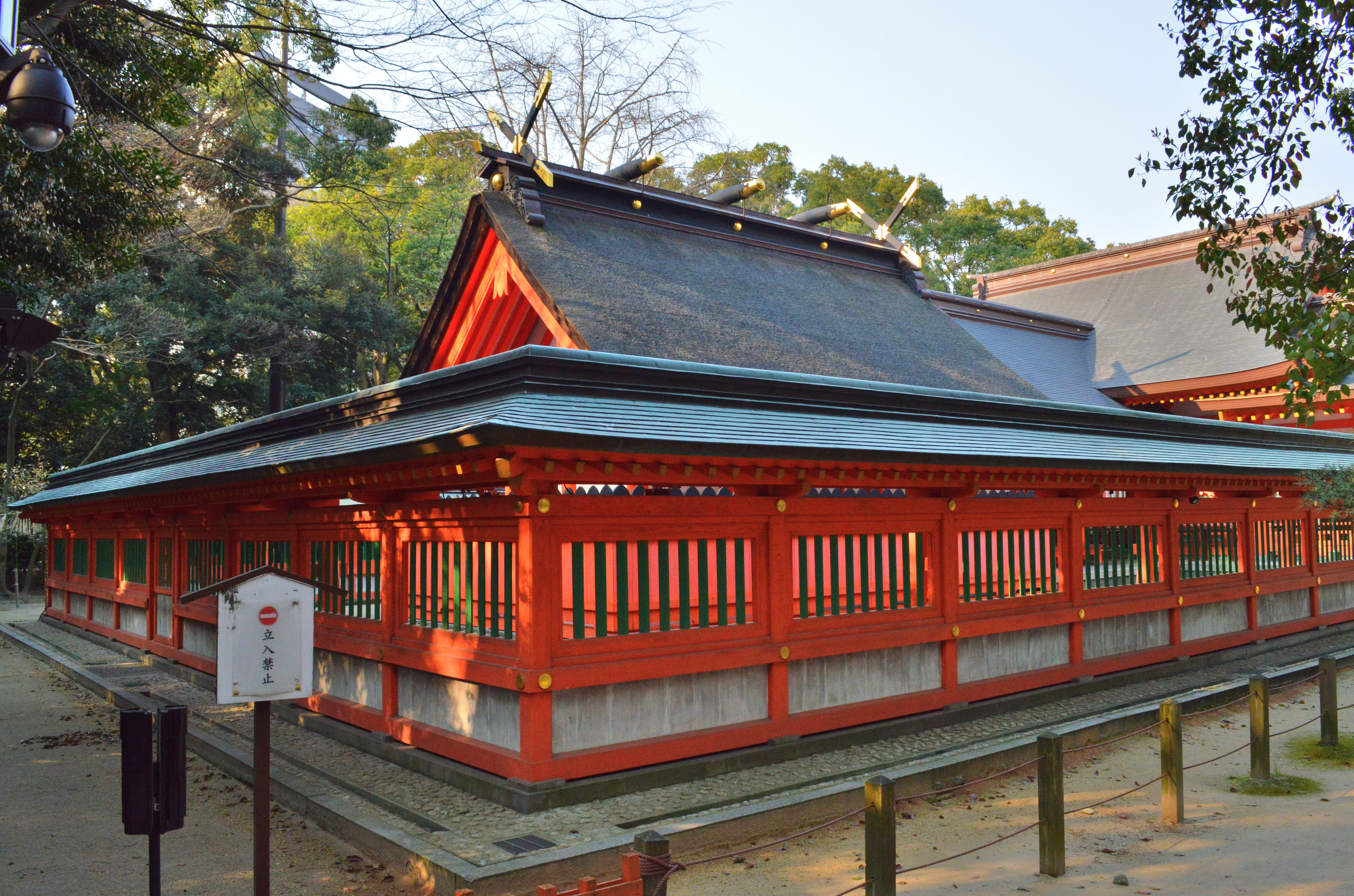
本殿（重要文化財）社殿形式は「住吉造」である。

境内の広さは8,107坪（2.68ヘクタール）。博多が砂丘上に立地するのとは異なり、境内周辺は那珂川の沖積地に立地する。
境内社殿のうち本殿は、江戸時代前期の元和9年（1623年）の福岡藩主黒田長政による造営。神明造・大社造と並んで、古い社殿形式とされる「住吉造」を採用する。桁行（奥行）4間・梁間（間口）2間の切妻造で、屋根は檜皮葺。屋根やそれに付す破風・千木・堅魚木3本が直線的である点は、古式建築を反映する。柱は朱色、板壁は白色で彩る。。国の重要文化財に指定されている。
本殿前に建てられている拝殿は、入母屋造で、屋根は銅板葺。また境内南側にある能楽殿（のうがくでん）は、警固神社（福岡市中央区天神）能楽堂の老朽化に伴い昭和10年（1935年）から住吉神社内での造営が計画され、昭和13年（1938年）に完成したものになる。入母屋造の妻入りで、屋根は波子鉄板葺。この能楽殿は日本の伝統様式と洋風の様式を一体とした近代和風建築であり、福岡市指定文化財に指定されている。
そのほか、境内には神楽殿・神門などの社殿がある。

住吉造の平面図
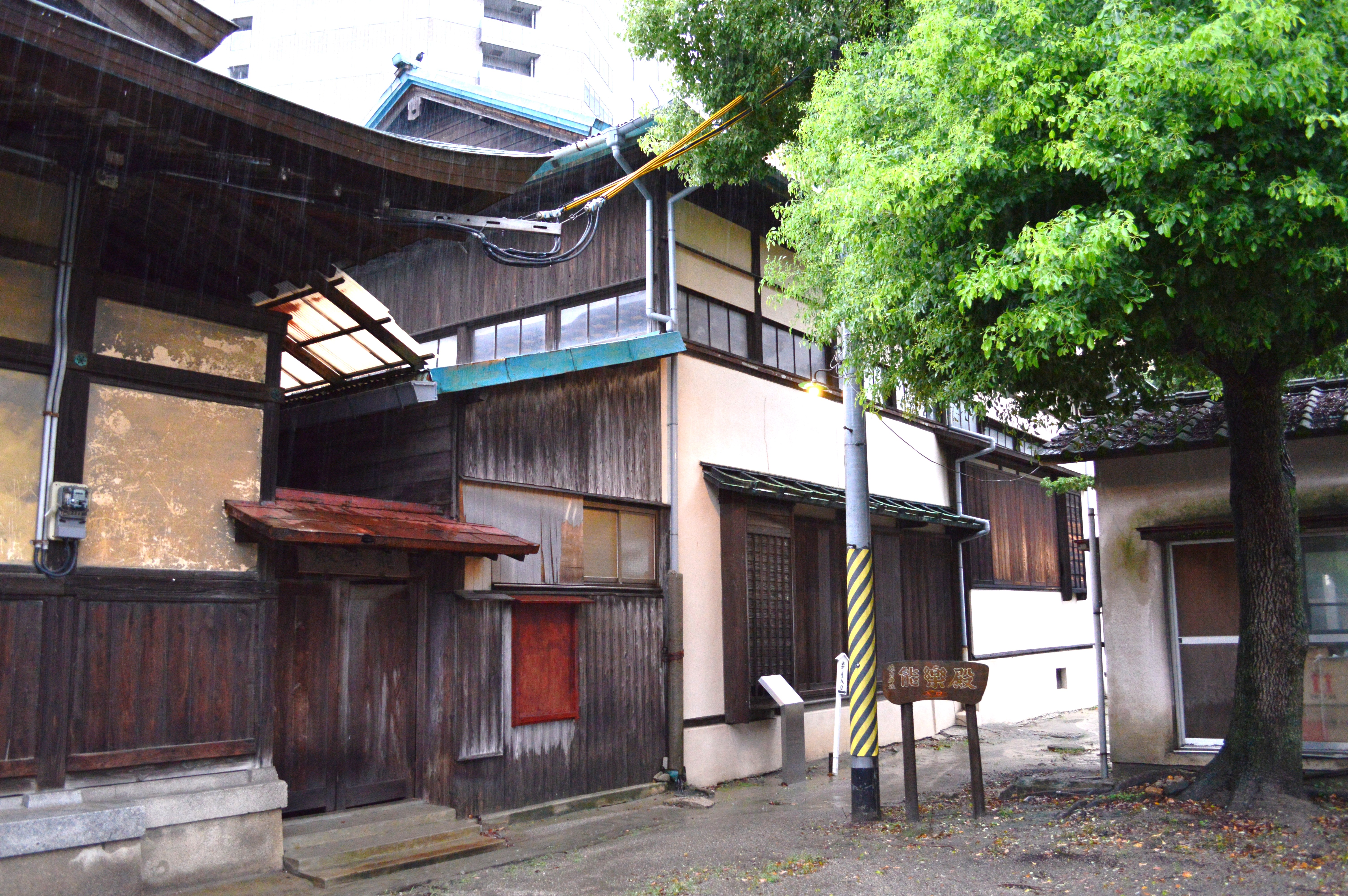
能楽殿（福岡市指定文化財）の入る建物
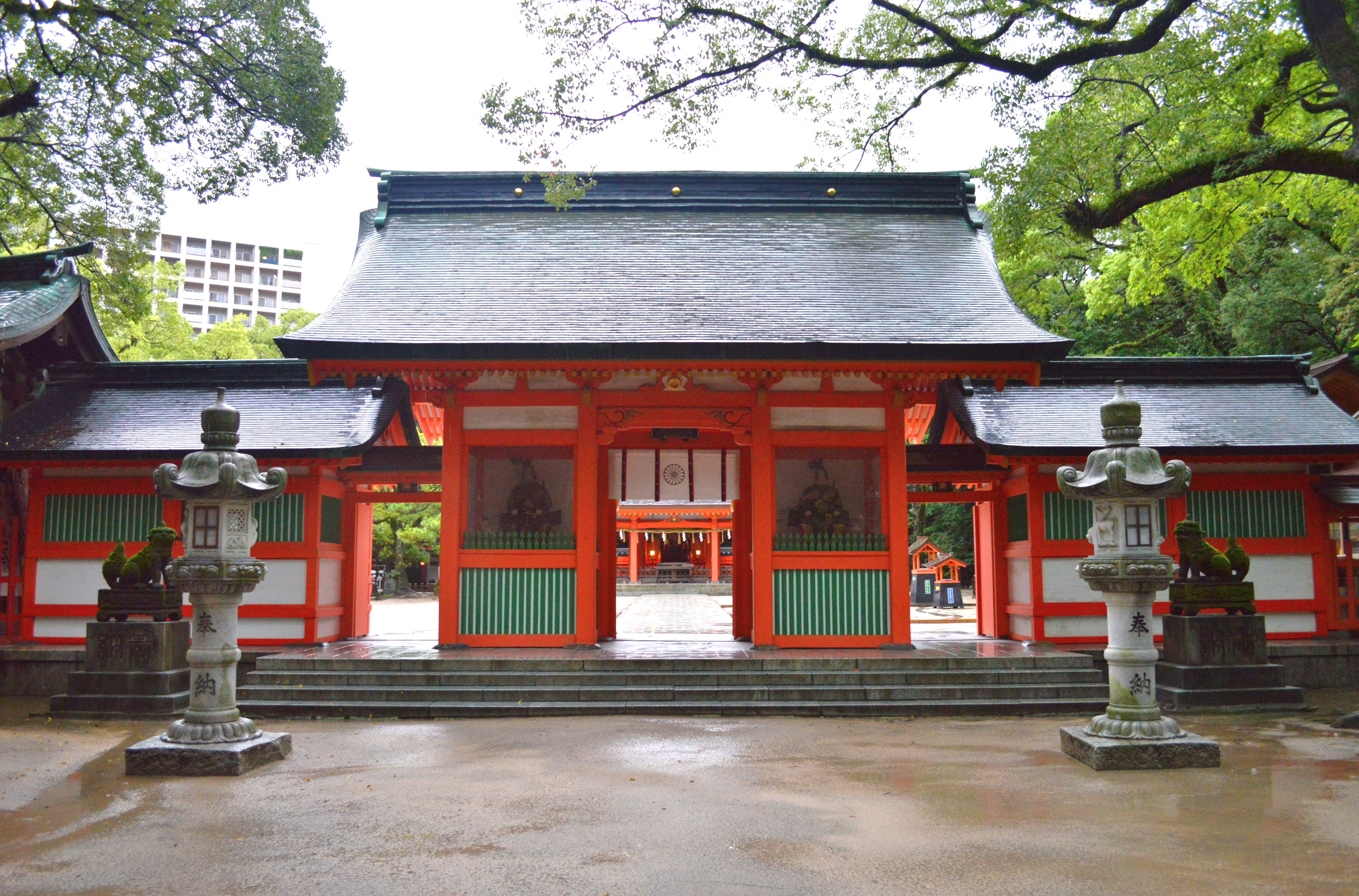
神門
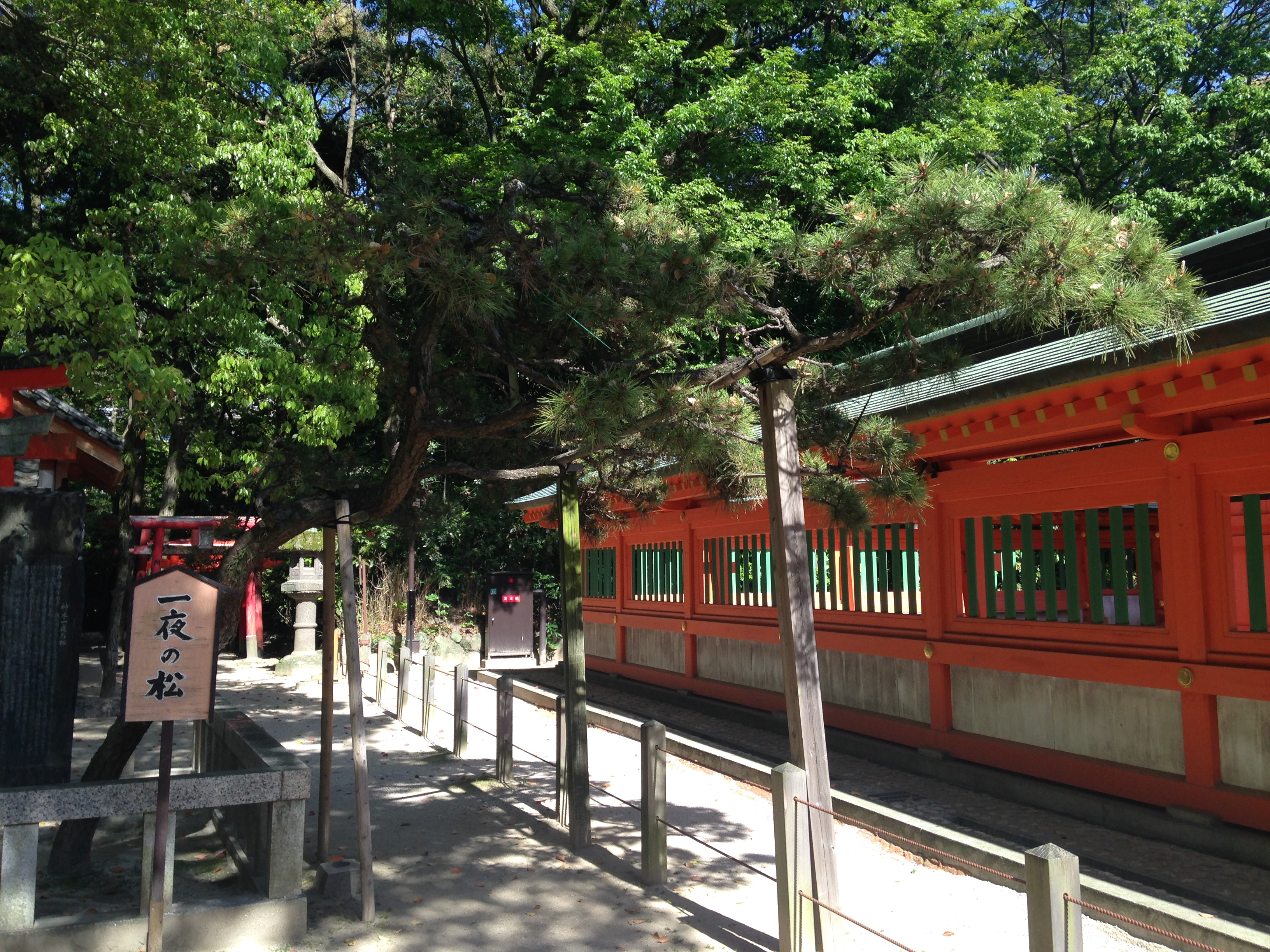
神木「一夜松」
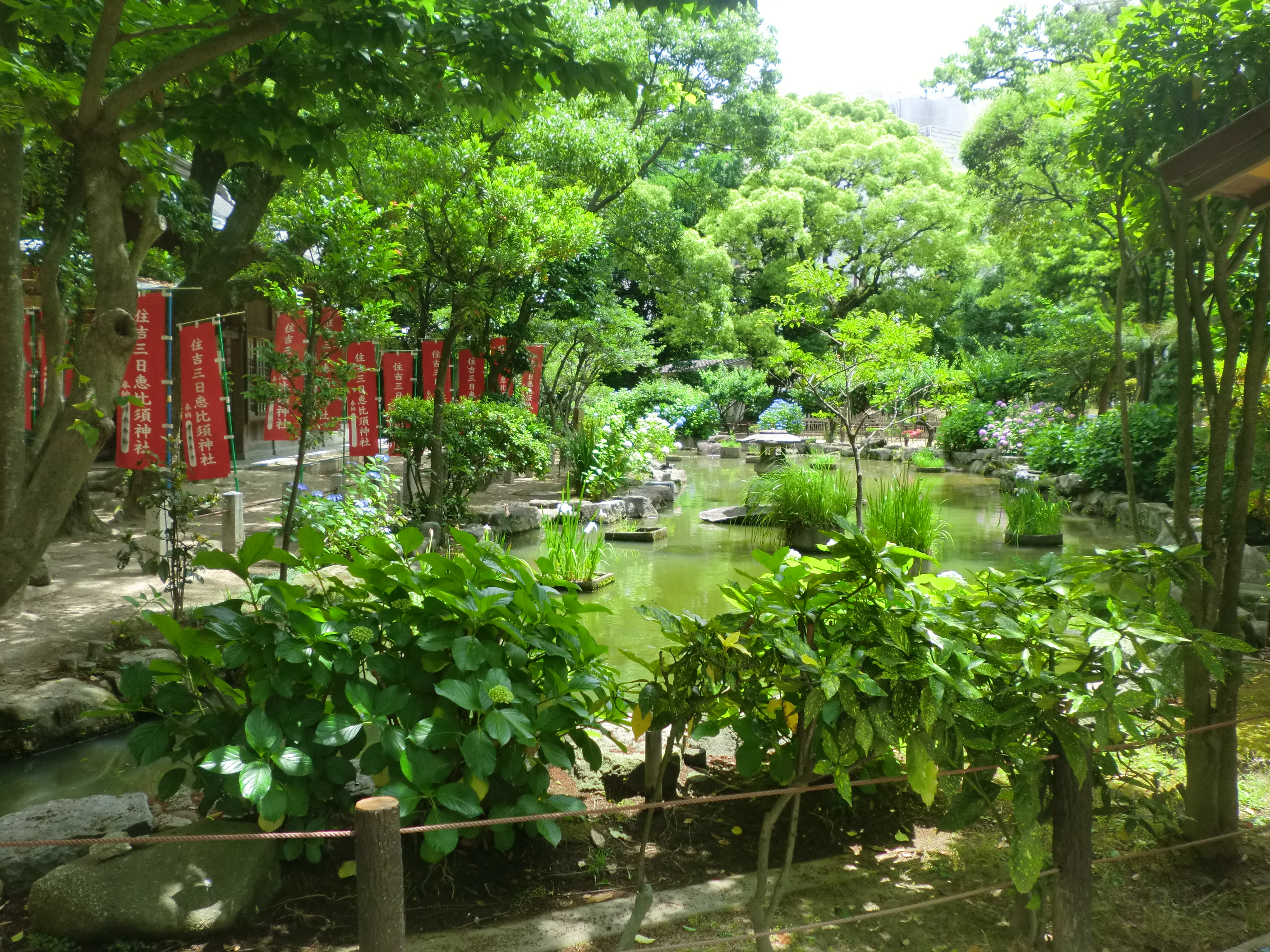
功徳池 昔は放生会の神事が行われたという。
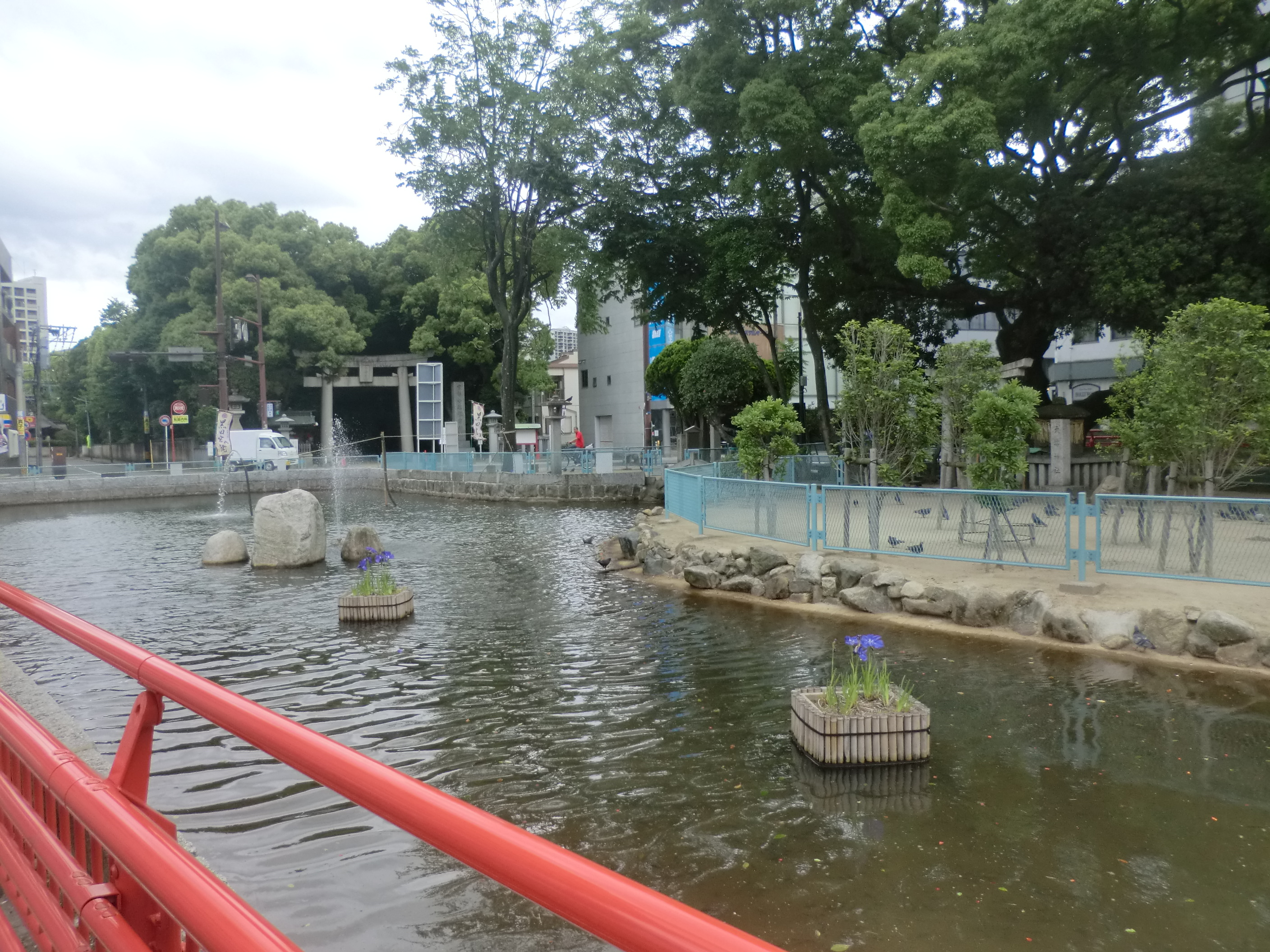
天竜池（汐入池）

## 摂社
摂末社は、摂社2社・末社6社の計8社。

### 摂社

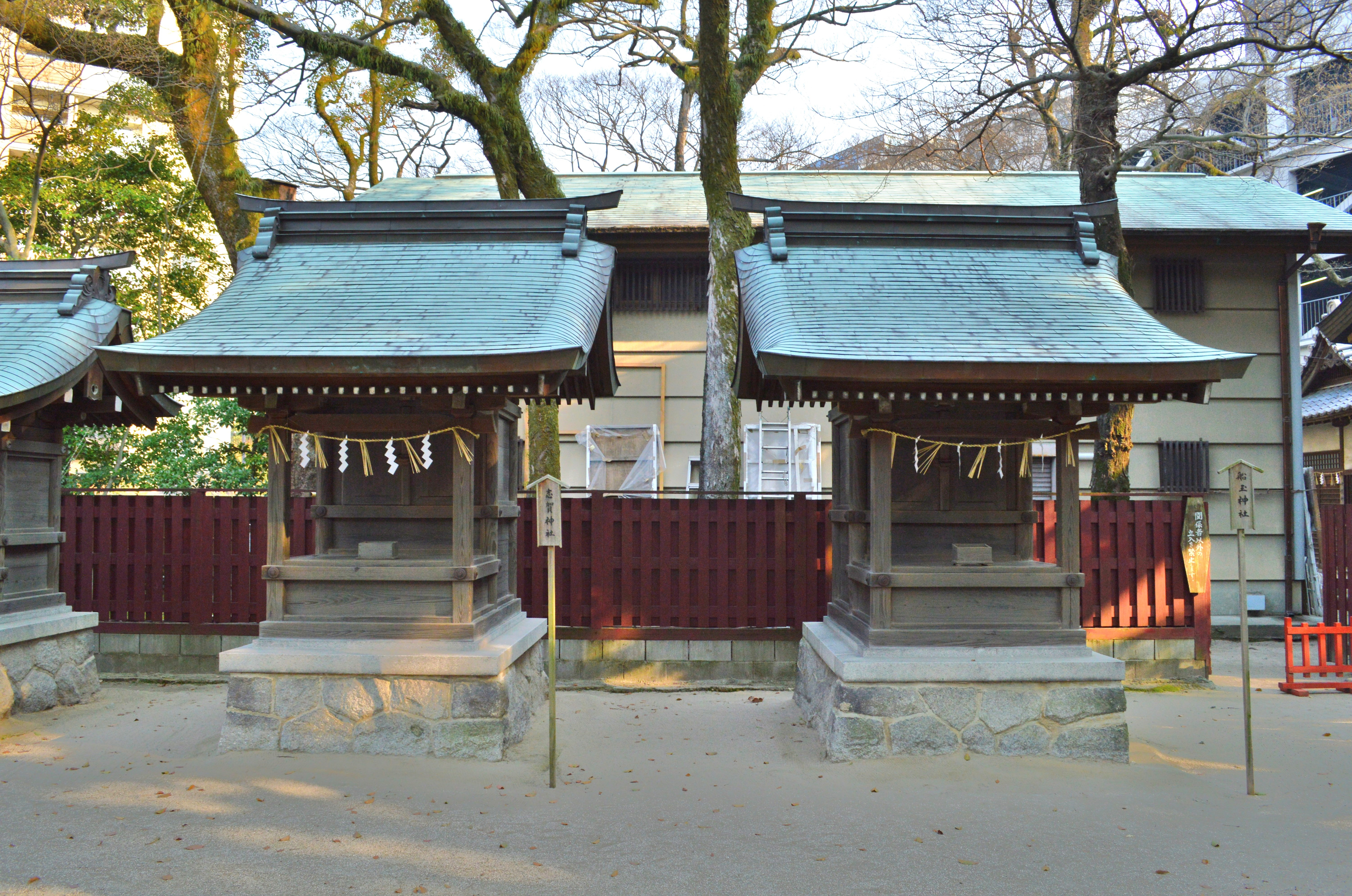
船玉神社（右）と志賀神社（左）

- 船玉神社（ふなたまじんじゃ） - 祭神：猿田彦命。例祭：9月9日。
- 志賀神社（しがじんじゃ） - 祭神：綿津見三神。例祭：6月1日。

### 末社
- 少彦名神社 - 祭神：少彦名命。例祭：6月8日。
- 稲荷神社 - 祭神：宇賀乃魂。例祭：10月10日。
- 恵比須神社 - 祭神：事代主命。例祭：1月3日。
- 菅原神社（天満宮） - 祭神：菅原道真。例祭：8月25日。
- 人丸神社 - 祭神：柿本人麿。例祭：3月18日。
- 天津神社 - 西門外に鎮座。祭神：伊弉諾大神。例祭：4月22日。

そのほかに関係社として千代森神社（福岡市博多区千代）、下照姫神社（福岡市博多区祇園町）、鉄道神社（福岡市博多区博多駅中央街、JR博多シティ屋上）がある。

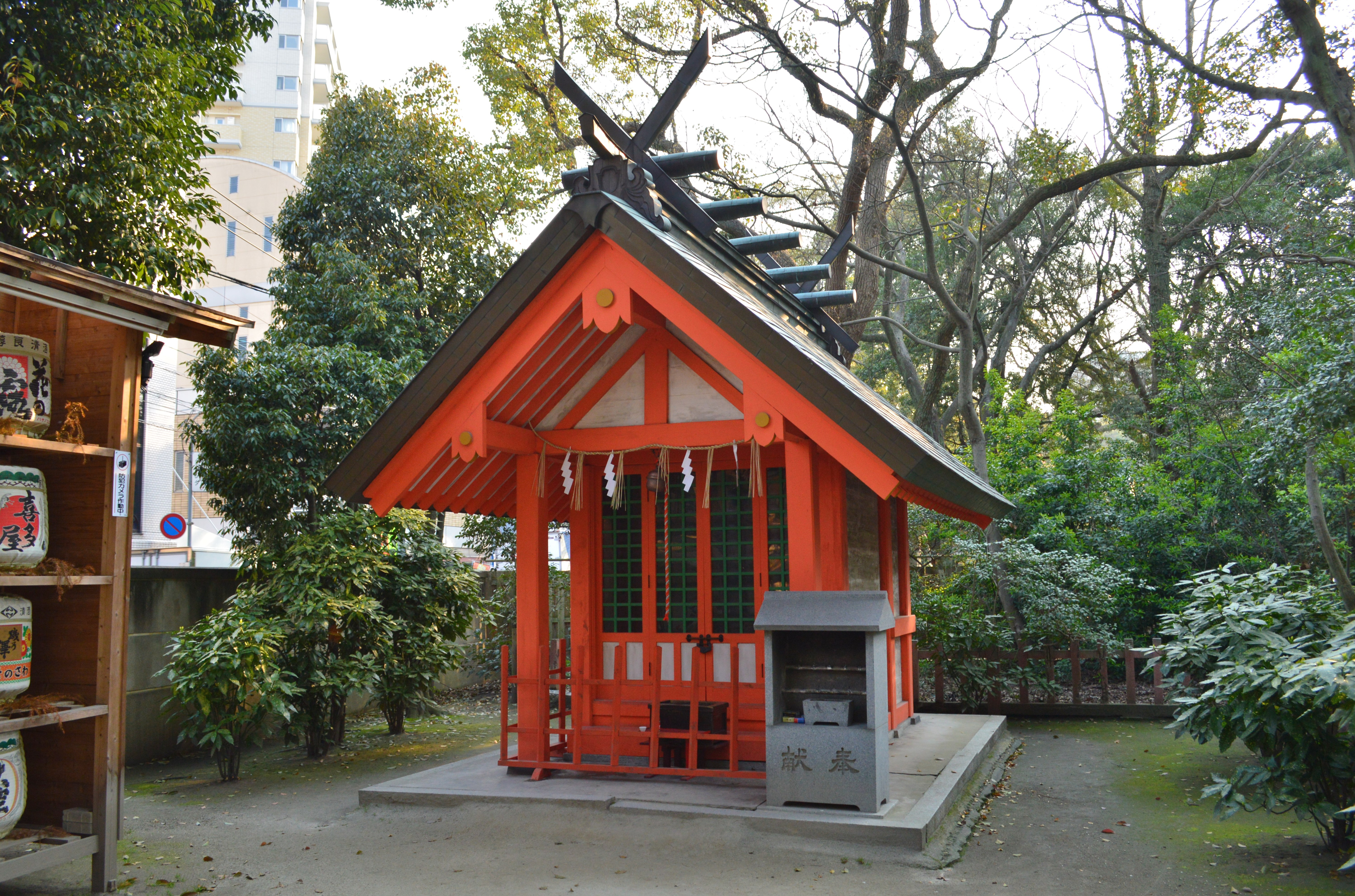
少彦名神社
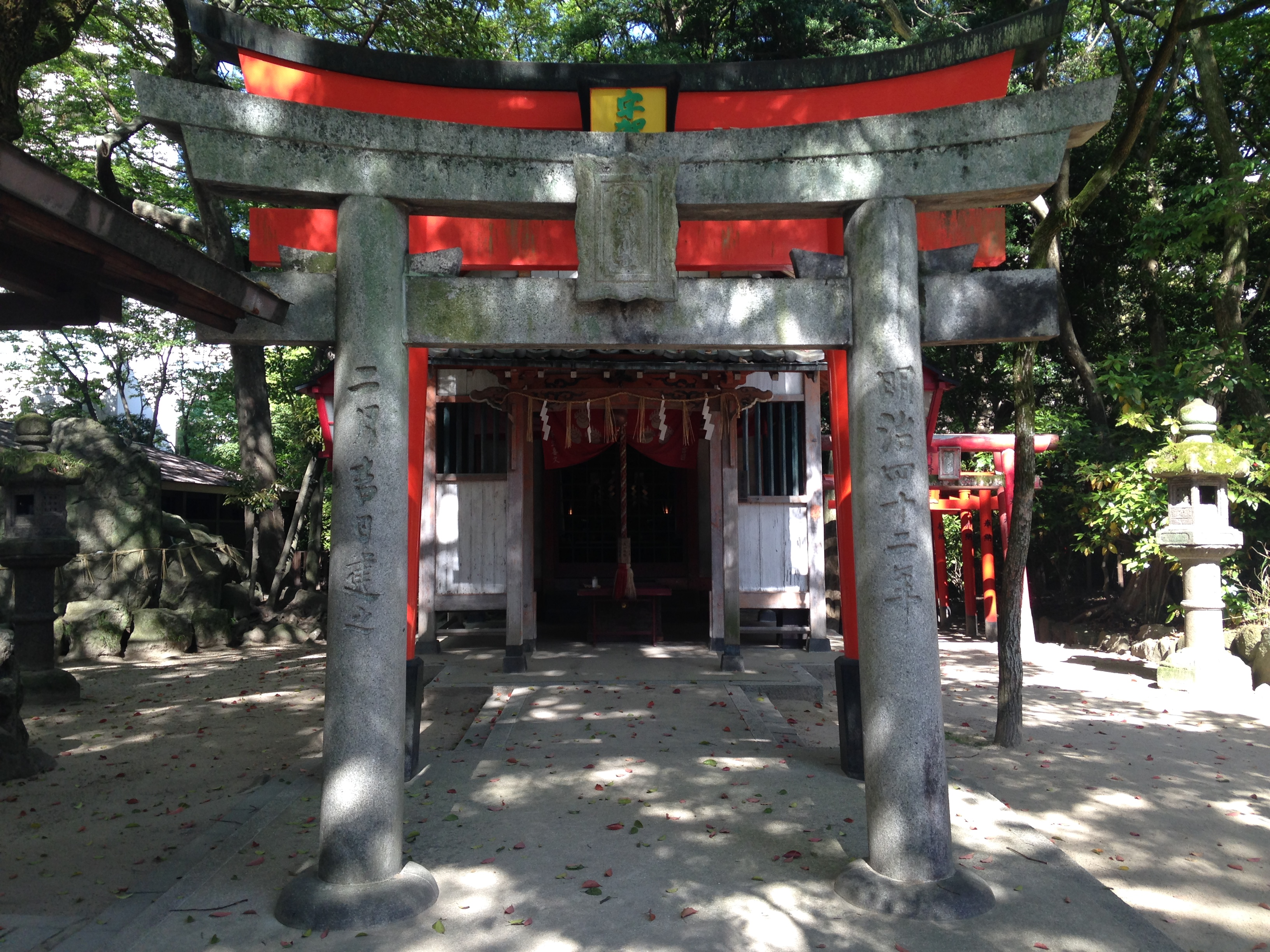
稲荷神社
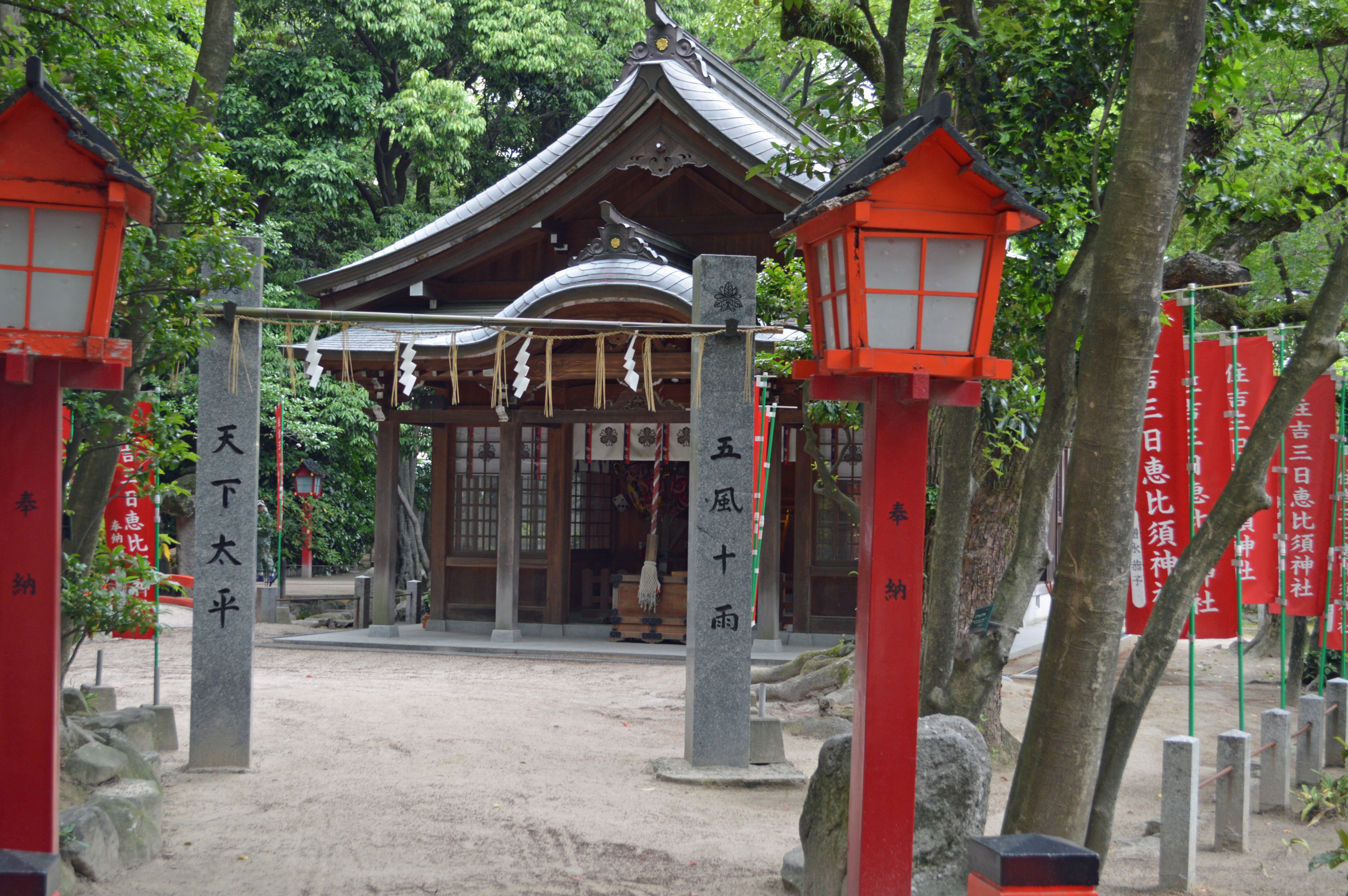
恵比須神社
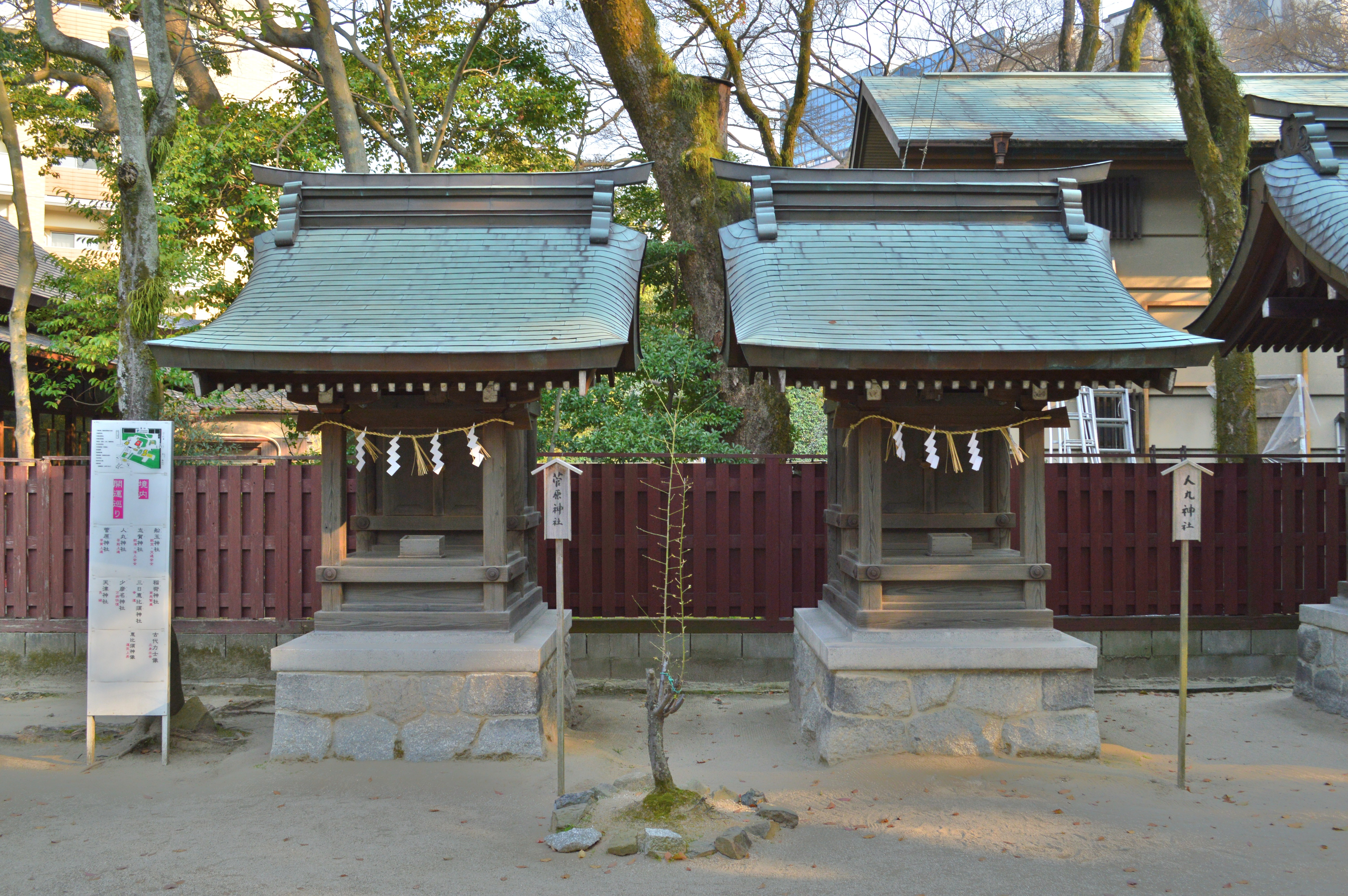
菅原神社（左、天満宮）・人丸神社（右）
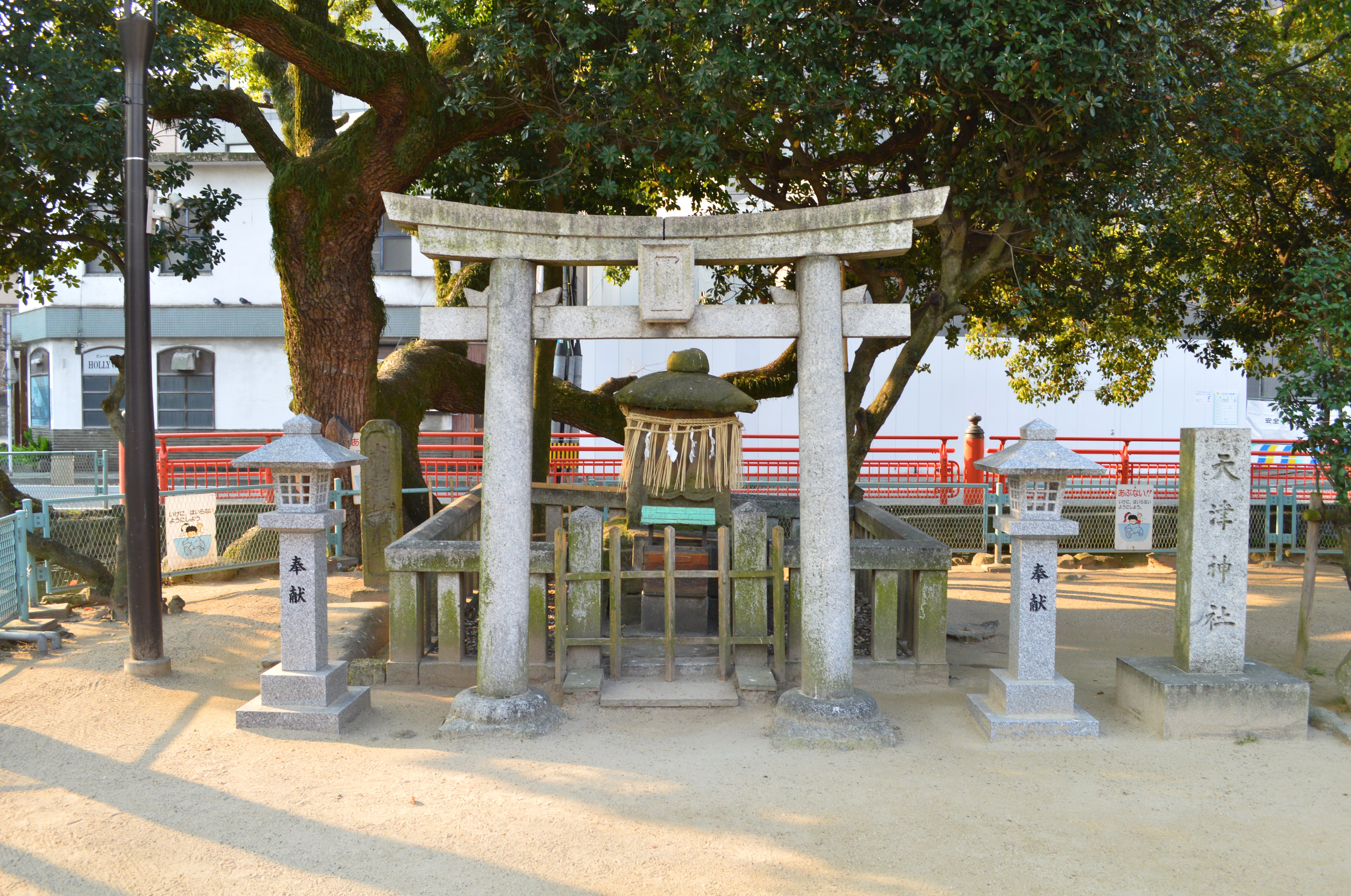
天津神社

## 祭事

### 主な祭事
追儺祭
「ついなさい」。1月7日。皇室・国家の繁栄祈願として、鬼すべ・鷽替え（うそ替え）神事を行う。
御田祭
「おんださい」。3月7日。五穀豊穣祈願として、播種神事を行う。
潮干祭
「しおひさい」。4月3日。航海安全・豊漁祈願として神幸（神輿渡御）を行う。かつて門前に海が広がった頃には船での神幸であったというが、現在は陸上での神幸として行う。
名越大祭
「なごしたいさい」。7月30日から8月1日。伊弉諾尊の禊で住吉神が生まれたことに関係する神事で、穢れ祓いとして茅の輪くぐりや人形流しの神事を行う。
例大祭
「相撲会大祭（すもうえたいさい）」または単に「相撲会祭」とも。10月12日から14日。住吉神社で最も重要な祭。神功皇后が朝鮮から帰国したとき、住吉神に対して神恩感謝として相撲・流鏑馬を奉納したことに由来するという。祭事では、稚児行列のほか・流鏑馬・少年相撲が奉納される。
歩射祭
「ほしゃさい」。11月7日。元慶2年（878年）の陽成天皇の奉幣の際、住吉神の霊験により外賊の災いがなくなったことの謝礼として、大宰府役人が南西（裏鬼門）方向に歩射を行なったことが由来とされる神事。国家鎮護祈願として社前で歩射を行う。

## 文化財

### 重要文化財（国指定）
- 本殿（建造物） - 江戸時代前期。1922年（大正11年）4月13日指定[24]。

### 福岡県指定文化財
- 有形文化財[34]
  - 銅戈 6口（考古資料）
弥生時代中期の銅戈。社殿裏から出土したと伝えるが、出土状態・位置は不明。中細型で、全長は34センチメートル前後。1958年（昭和33年）10月29日指定[35][28]。
  - 銅鉾 5口（考古資料）
弥生時代中期の銅鉾（銅矛）。銅戈同様に社殿裏から出土したと伝えるが、出土状態・位置は不明。1958年（昭和33年）10月29日指定[36][28]。

### 福岡市指定文化財
- 有形文化財[37][38]
  - 能楽殿（建造物） - 昭和13年（1938年）造営。2000年（平成12年）3月23日指定。
  - 松花和歌集巻第五 1巻（書籍・典籍・古書） - 鎌倉時代末の歌集。1987年（昭和62年）3月30日指定。
  - 住吉神社文書 27点（書籍・典籍・古書） - 鎌倉時代以降の文書。1987年（昭和62年）3月30日指定。

### その他
- 博多古図 - 中世期の博多の様子を描いた絵図。
- 住吉大明神御縁起 - 17世紀末成立の縁起。

## 和歌
- 寛弘2年（1005年）、藤原高遠参詣時の歌[11]

| 「                                | すみよしと 思ふにはあらで ちはやぶる 神のこころを まつるなりけり | 」 |
| —大宰大弐藤原高遠、『大弐高遠集』 |                                                                  |    |

## 現地情報
所在地
- 福岡県福岡市博多区住吉3-1-51

交通アクセス
- 鉄道
  - 西日本旅客鉄道（JR西日本）・九州旅客鉄道（JR九州）・福岡市地下鉄 博多駅 （博多口より徒歩10分）
- バス
  - 西鉄バスで「住吉」バス停下車 （下車後徒歩2分）
- 車
  - 福岡高速環状線博多駅東出入口より1.8㎞ 駐車場：有り（正面・東駐車場）